# فرفوريوس الصوري

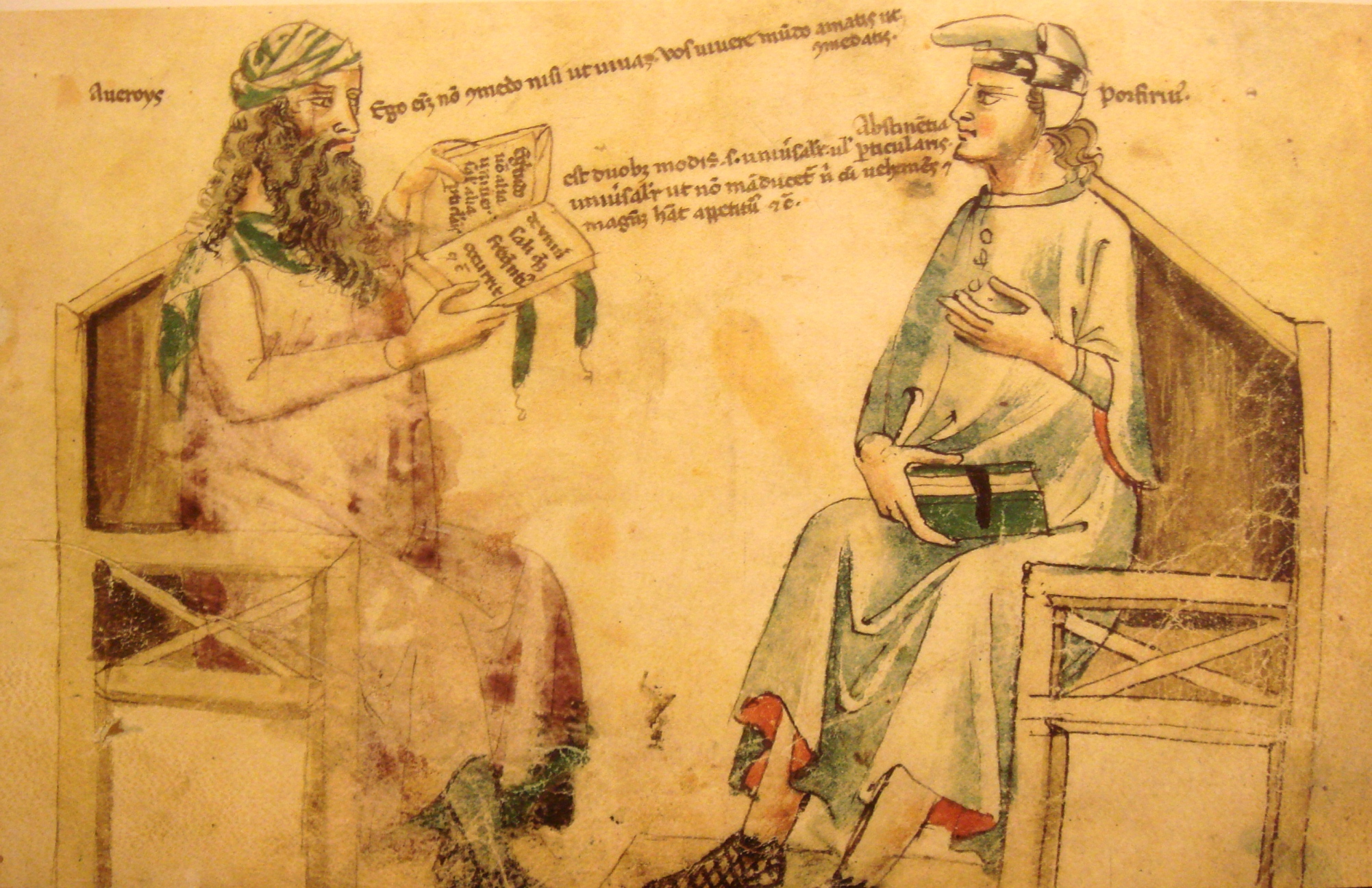
مناظرة تخيلة بين فرفوريوس وابن رشد.

فَرفوريوس الصُّوري (نحو 234 - 305 م) فيلسوف سوري يوناني من مواليد صور، يُعتبر أحد أبرز ممثلي الفلسفة الأفلاطونية المُحْدَثة.
تتلمذ على أفلوطين ووضع ترجمةً لحياته وجمع مقالات الأخير في كتاب التاسوعات، على أن أشهر آثاره هي إيساغوجي، وهي مقدمة لمقولات أرسطو. كما انتقد النصرانية في كتاب دعاه «ضد النصارى».